# Обакіно
Оба́кіно (рос. Обакино) — присілок у складі Кічменгсько-Городецького району Вологодської області, Росія. Входить до складу Городецького сільського поселення.

## Населення
Населення — 34 особи (2010; 49 у 2002).
Національний склад (станом на 2002 рік):
- росіяни — 100 %